# Skate America 1998
Navigation
Édition précédente Édition suivante
Le Skate America est une compétition internationale de patinage artistique qui se déroule aux États-Unis au cours de l'automne. Il accueille des patineurs amateurs de niveau senior dans quatre catégories: simple messieurs, simple dames, couple artistique et danse sur glace.
Le dix-septième Skate America est organisé du 29 octobre au 1er novembre 1998 à la Joe Louis Arena de Détroit dans le Michigan. Il est la première compétition du Grand Prix ISU senior de la saison 1998/1999.

## Résultats

### Messieurs
| Rang | Nom                  | Pays       | Points | Prog. court | Prog. libre |
| ---- | -------------------- | ---------- | ------ | ----------- | ----------- |
| 1    | Aleksey Yagudin      | Russie     | 1.5    | 1           | 1           |
| 2    | Michael Weiss        | États-Unis | 3.5    | 3           | 2           |
| 3    | Aleksey Urmanov      | Russie     | 5.0    | 4           | 3           |
| 4    | Elvis Stojko         | Canada     | 5.0    | 2           | 4           |
| 5    | Derrick Delmore      | États-Unis | 7.5    | 5           | 5           |
| 6    | Laurent Tobel        | France     | 9.0    | 6           | 6           |
| 7    | Michael Hopfes       | Allemagne  | 11.0   | 8           | 7           |
| 8    | Yamato Tamura        | Japon      | 11.5   | 7           | 8           |
| 9    | Shepherd Clark       | États-Unis | 14.5   | 9           | 10          |
| 10   | Jean-François Hébert | Canada     | 15.0   | 12          | 9           |
| 11   | Frédéric Dambier     | France     | 16.0   | 10          | 11          |
| 12   | Yourii Litvinov      | Kazakhstan | 17.5   | 11          | 12          |

### Dames
| Rang | Nom               | Pays        | Points | Prog. court | Prog. libre |
| ---- | ----------------- | ----------- | ------ | ----------- | ----------- |
| 1    | Maria Butyrskaya  | Russie      | 1.5    | 1           | 1           |
| 2    | Ielena Sokolova   | Russie      | 3.5    | 3           | 2           |
| 3    | Angela Nikodinov  | États-Unis  | 4.0    | 2           | 3           |
| 4    | Nicole Bobek      | États-Unis  | 6.0    | 4           | 4           |
| 5    | Tatiana Malinina  | Ouzbékistan | 7.5    | 5           | 5           |
| 6    | Anna Rechnio      | Pologne     | 9.0    | 6           | 6           |
| 7    | Brittney McConn   | États-Unis  | 10.5   | 7           | 7           |
| 8    | Jennifer Robinson | Canada      | 12.0   | 8           | 8           |
| 9    | Shizuka Arakawa   | Japon       | 14.5   | 10          | 9           |
| 10   | Silvia Fontana    | Italie      | 14.5   | 9           | 10          |

### Couples
| Rang | Nom                                     | Pays       | Points | Prog. court | Prog. libre |
| ---- | --------------------------------------- | ---------- | ------ | ----------- | ----------- |
| 1    | Elena Berejnaïa / Anton Sikharulidze    | Russie     | 1.5    | 1           | 1           |
| 2    | Kristy Sargeant / Kris Wirtz            | Canada     | 3.0    | 2           | 2           |
| 3    | Victoria Maksuta / Vladislav Zhovnirsky | Russie     | 5.0    | 4           | 3           |
| 4    | Danielle Hartsell / Steve Hartsell      | États-Unis | 5.5    | 3           | 4           |
| 5    | Kyoko Ina / John Zimmerman              | États-Unis | 8.5    | 7           | 5           |
| 6    | Sarah Abitbol / Stéphane Bernadis       | France     | 8.5    | 5           | 6           |
| 7    | Mariana Khalturina / Andrei Kroukov     | Kazakhstan | 10.0   | 6           | 7           |
| 8    | Tiffany Stiegler / Johnnie Stiegler     | États-Unis | 12.0   | 8           | 8           |

### Danse sur glace
| Rang | Nom                                     | Pays       | Points | Danse imposée | Danse originale | Danse libre |
| ---- | --------------------------------------- | ---------- | ------ | ------------- | --------------- | ----------- |
| 1    | Marina Anissina / Gwendal Peizerat      | France     | 2.0    | 1             | 1               | 1           |
| 2    | Irina Lobatcheva / Ilia Averboukh       | Russie     | 4.0    | 2             | 2               | 2           |
| 3    | Barbara Fusar-Poli / Maurizio Margaglio | Italie     | 6.0    | 3             | 3               | 3           |
| 4    | Anna Semenovich / Vladimir Fedorov      | Russie     | 8.0    | 4             | 4               | 4           |
| 5    | Naomi Lang / Peter Tchernyshev          | États-Unis | 10.6   | 5             | 6               | 5           |
| 6    | Chantal Lefebvre / Michel Brunet        | Canada     | 11.4   | 6             | 5               | 6           |
| 7    | Eve Chalom / Mathew Gates               | États-Unis | 14.0   | 7             | 7               | 7           |
| 8    | Angelika Fuhring / Bruno Ellinger       | Autriche   | 16.0   | 8             | 8               | 8           |
| 8    | Rie Arikawa / Kenji Miyamoto            | Japon      | 18.0   | 9             | 9               | 9           |

## Sources
- (en) Résultats du Skate America 1998 sur le site de l'International Skating Union
- Résultats du Skate America 1998
- Patinage Magazine N°65 (Janvier/février 1999)